# Erika Groth-Schmachtenberger
Erika Groth-Schmachtenberger, nata Erika Schmachtenberger (Frisinga, 30 marzo 1906 – Würzburg, 13 marzo 1992), è stata una fotografa tedesca.

## Biografia
Figlia del docente Philipp e di Franziska. Trascorse l'infanzia e frequentò le scuole medie tra Würzburg, Amberg e Kempten dove si diplomò nel 1922 nella Scuola superiore femminile. Il padre, appassionato di fotografia, le regalò la sua prima macchina fotografica, una Zeiss Box Tengor 54/14 con cui avrebbe iniziato i suoi primi esperimenti. La ragazza però dovette fare un apprendistato in banca fino al 1924 prima di decidere di dedicarsi completamente alla fotografia. Fu comunque difficile per lei trovare uno studio nel quale poter apprendere i segreti della stampa e della ripresa fotografica anche a causa della grave situazione economica in cui versava la Germania. Solo nel 1928 riuscì a trovare uno studio a Oberstaufen nel quale lavorò per tre mesi.
Sostenuta anche dal padre, la ragazza aprì un proprio atelier fotografico nella casa dei genitori in Tirolo dove andavano in vacanza, a Tannheim, dedicandosi alla ritrattistica e alla vendita di cartoline di paesaggi, molto richieste essendo quella una zona frequentata dai turisti. Fu costretta a chiudere nel 1930 per l'opposizione da parte del fotografo locale, Andreas Gehring, in quanto Erika non era in possesso della licenza richiesta in Austria di maestro artigiano. Ancora una volta incoraggiata dal padre, si iscrisse alla Staatliche Fachakademie für Fotodesign München, la scuola statale di Monaco di Baviera, aperta anche alle donne, dalla quale uscì diplomata nel 1932.
Desiderava rimanere a Monaco e aprire la sua attività in quella città ma le difficoltà economiche furono tali che il suo piano naufragò poco tempo dopo, così provò col fotogiornalismo e la sua domanda venne accolta dal "Illustrierter Rundfunk", un settimanale illustrato edito dalla radio bavarese. Collaborando anche con altre testate giornalistiche ebbe un immediato successo tanto che le permise una certa mobilità anche all'estero e di disporre di un buon parco di auto tra le quale una Opel, una Ford Cabriolet a due posti, una Ford Eifel con cui poteva viaggiare senza dove usare mezzi pubblici. Intraprese molti viaggi da sola, un aspetto decisamente insolito per una donna. Fu attratta dall'Italia, in particolare dai paesaggi delle Dolomiti e dall'Alto Adige, dove tornò varie volte tra gli anni Trenta e Quaranta, anche con la sorella Hilde. Viaggiò in Spagna e nella Francia meridionale. Nel 1938 con il cugino visitò l'Ungheria e la Jugoslavia.
Fu in questo periodo, a partire dal 1934, che Schmachtenberger iniziò la lunga collaborazione con la regista (e poi fotografa) Leni Riefenstahl al progetto del film Tiefland, soprattutto per le vicende dei nomadi, dei bambini sinti e degli zingari che vi lavorarono, la stragrande maggioranza dei quali trovarono la morte nei campi di sterminio, che vedrà la luce soltanto dopo la guerra e sarà comunque aspramente criticato. Difficile pensare, come del resto afferma anche Der Spiegel, che la Riefenstahl che gli altri operatori tra i quali anche Groth-Schmachtenberger, non fossero a conoscenza del destino che attendeva le "comparse" del film.
Con l'interruzione della pubblicazione di molte riviste e con l'intensificarsi della guerra e con l'inizio dei bombardamenti su Berlino nel 1943, Schmachtenberger, che lavorava come fotografa di scena per la casa di produzione cinematografica Tobis Tonbild-Syndikat AG, molto attiva negli anni del nazionalsocialismo e favorita da Joseph Goebbels, decise di abbandonare la propria abitazione di Monaco per paura di venire coinvolta nella guerra e di rifugiarsi a Würzburg, trasferendo anche il proprio archivio nella cittadina bavarese di Ochsenfurt. In ogni caso, la sua casa si trovava sulla strada che gli alleati stavano percorrendo per arrivare a Berlino e ciò le causò la perdita di parte del suo archivio, in particolare quello relativo agli anni più recenti.
Al termine del conflitto mondiale, andò ad abitare nella sua casa di Ochsenfurt, anche se la cittadina era occupata dagli alleati; riprese la sua attività fotografica sviluppando le fotografie amatoriali degli stessi alleati e facendo loro dei ritratti che inviavano a casa. Fu grazie a loro che poté ottenere nuovamente la patente che le era stata ritirata nel 1939. Nel 1947 a Monaco al ballo organizzato dall'Associazione dei giornalisti tedeschi incontrò l'ingegnere Hans Groth che sposò l'anno dopo.
Groth-Schmachtenberger aveva ripreso il suo lavoro di fotografa indipendente lavorando per varie riviste e viaggiando in Baviera, Austria, Svizzera, Francia, Italia, Turchia e Spagna, raccontando che i viaggi in macchina negli anni Cinquanta erano ancora un privilegio per pochi e potevano far scaricare i propri bagagli davanti all'ingresso di qualsiasi hotel. Nel 1972 la coppia si trasferì a Murnau am Staffelsee, una cittadina bavarese, dove si impegnarono in attività culturali legate in gran parte alla chiesa e al controverso monsignore colombiano José Luis Serna Alzate, che avevano conosciuto una decina d'anni prima a Monaco, contribuendo a sponsorizzare la missione di Florencia.
Dopo la morte del marito, avvenuta nel 1986, Erika decise di chiudere la sua attività fotografica dedicandosi alla catalogazione tematica dei suoi materiali, donandoli negli anni successivi a musei, università, istituzioni culturali e comunali. Al Museo degli usi e costumi dell’Alto Adige (in tedesco Südtiroler Volkskundemuseum) ha donato una collezione di circa 30 000 immagini che vanno dagli anni Trenta agli anni Settanta circa.

## La vicenda del marchio dellaBirra Moretti
Sono circolate varie interpretazioni sulla creazione del famoso marchio della birra, il "baffone col boccale di birra in mano", ma quella che alla fine sembra la più accreditata, confermata da una sentenza di un tribunale, è che sia stata presa da una foto di Erika Groth-Schmachtenberger che lei realizzò in uno scatto nel 1939 dove ritrasse un contadino di Thaur, in Tirolo. Lei riconobbe quel personaggio della sua foto riprodotta nei manifesti pubblicitari della birra nel 1956 arrivando in Italia da Tarvisio. La fotografa non aveva mai concesso i diritti di sfruttamento della sua immagine pertanto decise di rivolgersi a un avvocato. L’anno dopo ottenne giustizia ma anche un misero risarcimento di appena 800 marchi. Spinta dalla curiosità, scrisse una lettera alla ditta Moretti per conoscere come fosse stato possibile che avessero avuto quell'immagine. Le risposero molto tempo dopo che quella foto proveniva da un non meglio specificato calendario bavarese.